# Sinbad sjöfararen (film, 1947)
Sinbad sjöfararen (engelska: Sinbad the Sailor) är en amerikansk äventyrsfilm i Technicolor från 1947 i regi av Richard Wallace. Filmen är baserad på en av berättelserna i Tusen och en natt. I huvudrollerna ses Douglas Fairbanks, Jr., Maureen O'Hara, Walter Slezak och Anthony Quinn. Filmen gestaltar berättelsen om Sinbads "åttonde" resa, då han finner Alexander den stores försvunna skatt.

## Rollista i urval
- Douglas Fairbanks, Jr. – Sinbad
- Maureen O'Hara – Shireen
- Walter Slezak – Melik
- Anthony Quinn – Emir
- George Tobias – Abbu
- Jane Greer – Pirouze
- Mike Mazurki – Yusuf
- Sheldon Leonard – auktionsutropare
- Alan Napier – Aga
- John Miljan – Moga
- Brad Dexter – Muallin